# 倉多江美
倉多 江美（くらた えみ、1950年9月20日 - ）は日本の漫画家。女性。愛称は「江美サマ」。血液型A型、神奈川県鎌倉市出身。大阪育ち。
針金のような描線と乾いたユーモアを持ち味とし、哲学や心理学、民俗学、世界史などもテーマとした独特の作風は「異色」と評され、少女漫画の枠を超えて幅広い読者層を得た。
なお「倉田江美」と表記されることがあるがこれは誤りで、本人が「倉田江美」のペンネームを用いたことはない。

## 来歴
神奈川県鎌倉市に生まれ、幼稚園の頃に大阪へ移る。高校卒業後、大阪・梅田の河原デザインスクール（1962年設立）に1年間通った後、漫画を描き始める。1974年（昭和49年）1月に『雨の日は魔法』で小学館『少女コミック増刊ちゃお』からデビュー。
1975年より『別冊少女コミック』で「ジョジョとカーキー姫」シリーズを発表。同年には『週刊少女コミック』でギャグ漫画「ぼさつ日記」を初連載（全39話）。以降、複数の出版社の漫画雑誌で短編を中心に多数の作品を発表する。
翌1976年には白泉社『花とゆめ』に「樹の実草の実」を発表、同年より『LaLa』で「一万十秒物語」を連載開始。「一万十秒物語」は漫画版ショートショートといえる数頁の短編連作集で、タイトルは稲垣足穂の『一千一秒物語』のもじりである。
1979年には『LaLa』で「エスの解放」を連載（全6話）。この作品の主題は「心理」であると作者自身が述べている。「エス」とはフロイトが提唱した精神分析の概念である。遠い記憶の奥底に不安を抱える少女の深層心理の世界と、彼女が呈する解離性障害のような症状が、漫画ならではの表現で生々しく描写されている。
それと並行して、1977年より『JOTOMO』で「逸郎クンシリーズ」を発表したほか、サンリオが刊行していた少女漫画雑誌『リリカ』にも作品を発表していた。『リリカ』廃刊により同誌掲載作品は単行本未収録となっているものが多い。
また、日本テレビのテレビドラマ『ちょっとマイウェイ』（1979年 - 1980年放送）のオープニングイラストを担当していた。
1983年から1989年まで、潮出版社が刊行していた漫画雑誌『コミックトム』で、フランス革命を題材とした歴史漫画『静粛に、天才只今勉強中!』を連載。単行本全11巻に及ぶ初の長編作品となった。
2000年代以降は、プロ棋士を主人公としたホームコメディ「お父さんは急がない」を不定期連載していた。
単行本は絶版になっているものが多いが、一部は電子書籍として提供されている。Amazon Kindleでは多くの作品がサブスクリプション方式の読み放題サービス「Kindle Unlimited」の対象となっている（購入も可能）。

## 単行本
年月日は初版発行日。日本の出版業界でISBNが採用されたのは1980年代以降のため、それ以前の単行本にはISBNは付されていない。

### 漫画
- 『ジョジョの詩 1』小学館・フラワーコミックス、1977年3月5日
  - 『別冊少女コミック』に連載された「ジョジョとカーキー姫」シリーズと、他に短編3篇を収録。

コミックスには1巻の表記があるが、2巻以降は刊行されず。のちサンリオから単行本が刊行された。
  - 収録作品：黄楊の木／パコの家／ルー／秋の入り日／カーキー姫の午後／新青春／最高の一日／Fくんについて
- 『樹の実草の実　倉多江美傑作集』白泉社・花とゆめコミックス、1977年7月20日
  - 『花とゆめ』掲載の短編と、『LaLa』で連載開始された「一万十秒物語」の初期作品を収録。初版と、後にカバーイラストが差し替えられた2種類のデザインが存在する。

表題作の「樹の実草の実」は少年期の友情、「イージーゴーイング」は戦時下の旧制高校生の苦悩、「球面三角」は民俗学をそれぞれ題材とした作品。「フェイブルくんの夢」は新聞記者をめざす少年が主人公の連作。
  - 収録作品：樹の実草の実／イージーゴーイング／フェイブルくんの夢（全4話）／一万十秒物語（1～5話、赤ずきん君／メニュー／自慢／終末／釘）／球面三角
- 『ドーバー越えて』朝日ソノラマ・サンコミックス、1977年9月30日[10]
  - 1974年から1977年に『少女コミック』（「マンション」は『ビッグコミック増刊号』）に掲載された短編を収録。

収録作品は恋愛漫画やギャグ漫画が多い中、哲学と愛と狂気をテーマとした「かくの如き…!!!」は異色作。「本町通り（ほんまちどおり）」は筆者を彷彿とさせる女性漫画家が主人公の作品で、南武線近くの「ちっちゃな本町通り」商店街が登場し、主人公の家には「スーパーヤヒロ お買得品」の特売チラシが置かれている[11]。
  - 収録作品：ドーバー越えて／アディラ=ミル／赤毛のノッポくん／すこしちがったシンデレラ／本町通り／ロングフォー - あこがれ - ／かくの如き…!!!／マンション
- 『倉多江美傑作集1　五十子さんの日』小学館・フラワーコミックス、1978年2月20日
  - 少年の女装を題材とした「五十子さんの日」前後編を収録。「パラノイア」は「かくの如き…!!!」「エスの解放」の路線に連なる心理と狂気を扱った作品。
  - 収録作品：五十子さんの日（ぱあとわん・ぱあとつう）／パラノイア
- 『倉多江美傑作集2　ぼさつ日記』小学館・フラワーコミックス、1978年4月20日
  - 収録作品：ぼさつ日記（全39話）。『週刊少女コミック』に掲載された初連載作品で、唯一の週刊誌連載でもある。
- 『倉多江美傑作集3　栗の木のある家』小学館・フラワーコミックス、1978年6月20日
  - 『JOTOMO』に連載していた「逸郎クンシリーズ」を中心に収録。
  - 収録作品：ひまわり屋敷のテンプルちゃん／半月アニスのビスケット／受難曲（パッシオン）／森の小径（逸郎クンシリーズ1）／セブンスター（逸郎クンシリーズ2）／初夏（逸郎クンシリーズ3）／栗の木のある家（逸郎クンシリーズ4）
- 『倉多江美傑作選　ジョジョとカーキー姫』サンリオ、1978年6月20日
  - A5判ハードカバー愛蔵版（ビニールカバー付）。フラワーコミックス版『ジョジョの詩』未収録作品を含む「ジョジョとカーキー姫」シリーズ全話を収録。
  - 収録作品：太ったカイブツ（描き下ろし）／黄楊の木／パコの家／ルー／秋の入り日／カーキー姫の午後／大地の林檎／フラッパー・ボーイ／展覧会の絵／G線上のアリア
- 『一万十秒物語』
  - 『一万十秒物語』A5判ハードカバー（全1冊）、白泉社、1978年8月20日
  - 第1部に「一万十秒物語」（「ひとみ」から「釘」までの15編）、第2部に「五日物語」（「ぱあと1」から「ぱあと5」までの全編）を収録。
  - 白泉社・花とゆめコミックス版

  1. 『一万十秒物語 倉多江美傑作集』1981年3月25日[12]。ISBN 4-592-11411-6 - 巻末に描き下ろし「ゴミドリくん」を収録。
  2. 『一万十秒物語 2』1983年6月23日。ISBN 4-592-11412-4
  3. 『一万十秒物語 3』1985年4月25日。ISBN 4-592-11413-2

  - 筑摩書房・ちくま文庫版

  1. 『一万十秒物語 上』1997年12月4日。ISBN 4-48003356-4
  2. 『一万十秒物語 下』1997年12月4日。ISBN 4-48003357-2
- 『ロマンコミック自選全集　倉多江美　上を見れば雲 下を見れば霧』主婦の友社・RCロマンコミック、1979年1月1日[13]
  - A5判ハードカバー愛蔵版。表題作は『ひとみ』1978年7月号掲載で、失恋で自殺を図った若い女性と心優しき男子中学生の交流を描く。「レンとイルゼの夜の夢」は1977年10月『リリカ』12号掲載で、同誌のフォーマットに従い横書き右開きのため単行本では逆から読む。内容は「ラプンツェル」のパロディ。描き下ろしの「尾長」は共に暮らす男女の不安を文学的に切り取った短編で、単行本ではこの本にのみ収録。「ある一日」はコミックエッセイ。
  - 収録作品：上を見れば雲 下を見れば霧／雨の日は魔法／湖水／イージー・ゴーイング／かくの如き…!!!／セブンスター（逸郎クンシリーズ2）／江美式バカンス／尾長（描き下ろし）／レンとイルゼの夜の夢／ある一日（描き下ろし）
- 『エスの解放』白泉社・花とゆめコミックス、1979年3月20日
  - 『LaLa』連載。収録作品：エスの解放 1 - 6／エムの解放（描き下ろしおまけ漫画）
- 『宇宙を作るオトコ』朝日ソノラマ・サンコミックス、1980年1月25日
  - 『マンガ少年』連載。収録作品：宇宙を作るオトコ 1 - 6
- 『Top Lady Colour Series 倉多江美』朝日ソノラマ、1980年2月。ISBN 4-25790023-7
  - 収録作品：五日物語／一万十秒物語（スーパー民主主義／スタンドプレー）／上を見れば雲 下を見れば霧／ある一日／緑の中の朽ちた船
- 『バンク・パムプキン』主婦の友社・GLコミックス、1981年7月15日
  - 短編集。表題作「バンク・パムプキン」の中黒はハートマーク。『ギャルズライフ』や『ポップティーン』掲載作品のため、それまでの作品とは傾向が異なる。表題作は運転免許を取り立ての若い女性2人がシトロエン・2CVに乗って横浜から箱根までドライブする物語。「はなび」は鎌倉花火大会（1949年開始[14]）を見に来たカップルの心の機微を描く。この2作は作者の出身地である神奈川県を舞台としている。「ネコじゃネコじゃ」「恐怖の体験レポート」はコミックエッセイ。
  - 収録作品：バンク・パムプキン／優子／ネコじゃネコじゃ／恐怖の体験レポート／はなび
- 『青春エスプリシリーズ スプリング・ボード』講談社・KCコミックスmimi、1981年6月15日[15]
  - 講談社コミックスからは初となる単行本。自転車好きの少年・三方（みかた）くんが主人公の「青春エスプリシリーズ」ほか、『mimi』掲載作品を収録。
  - 収録作品：青春エスプリシリーズ（スプリング・ボード／ビーチ☆ライン／雨模様／優しくフライディ／冬の花）／江美式バカンス／ふたつめの遺産／「彼」
- 『静粛に、天才只今勉強中!』（全11巻）潮出版社・希望コミックス、1984年 - 1989年
  - フランス革命期を舞台にした歴史長編。詳細は作品記事を参照。
- 『さくらサクラ』
  - 『倉多江美の本　さくらサクラ』小学館・FLビッグコミックス、1985年 - シリーズ42話を収録。
  - 『さくらサクラ　倉多江美自選傑作集 (2) 』双葉社・双葉文庫、1998年 - コミックス未収録作品を含むシリーズ全話を収録。
- 『ミトの窓』
  - 『倉多江美傑作集　ミトの窓』白泉社・ジェッツコミックス、1985年
  - 「ミトの窓」は田舎から東京へ転校した少女ミトが主人公のホームコメディ。「彼誰時」は家族の問題をシリアスに描いた作品で、1982年夏『別冊LaLa』創刊号に掲載。なお同誌には大島弓子の単行本未収録作品「密造アップルサイダー」も同時掲載されている。
  - 収録作品：ミトの窓／ゴミドリくん／モモちゃんの1日／すみれ PART1／となりの芝生／すみれ PART2／彼誰時（かわたれとき）／お母さんの一日（あとがき）
  - 『ミトの窓　倉多江美自薦傑作集 (1) 』双葉社・双葉文庫、1998年
  - 収録作品：ミトの窓／となりの芝生／彼誰時（かわたれとき）／優子 ぱあと1／優子 ぱあと2／上を見れば雲 下を見れば霧
- 『お茶でもいかが』小学館・PFコミックス、1989年
  - 双子の少女・アリスとアンを主人公とした連作を全話収録。
  - 収録作品：アリス・アン／クリスマス／ミス・ベルト／帽子とお嬢さん／そばかす坊や／祭りの日／めざめて讃えまつれ／陽気なマギー
- 『倉多江美作品集』小学館・フラワーコミックスワイド版、B6判ソフトカバー愛蔵版
  1. 『ジョジョの詩　倉多江美作品集1』1991年5月20日
「ジョジョとカーキー姫シリーズ」「逸郎クンシリーズ」と、デビュー作ほか『少女コミック』掲載の短編を1冊にまとめた愛蔵版。
収録作品：黄楊の木／パコの家／ルー／秋の入り日／カーキー姫の午後／展覧会の絵／雨の日は魔法／おいしいジャム／ひまわり畑のテンプルちゃん／ぼくの心はバイオリン／新青春／半月アニスのビスケット／五十子さんの日（ぱあとわん・ぱあとつう）
  2. 『ぼさつ日記　倉多江美作品集2』1991年8月20日
「ぼさつ日記」「逸郎クンシリーズ」を1冊にまとめた愛蔵版。
収録作品：ぼさつ日記／パラノイア／受難曲（パッシオン）／森の小径（逸郎クンシリーズ1）／セブンスター（逸郎クンシリーズ2）／初夏（逸郎クンシリーズ3）／栗の木のある家（逸郎クンシリーズ4）
- 『シリーズ・誰かに似た人 1 HELP!』潮出版社・希望コミックス、1991年1月25日
- 『シリーズ・誰かに似た人 2 王様のお食事』潮出版社・希望コミックス、1992年10月20日
- 『顔色が悪い!』小学館・プチフラワーコミックス、1998年9月20日
  - 収録作品：たえ子の激戦日記／結婚 私の場合／わたしのゆくえ／競馬場へ行こう!／顔色が悪い!
- 『お父さんは急がない』小学館・PFコミックス、2000年5月20日
- 『続 お父さんは急がない』小学館・PFコミックス、2003年1月20日

#### アンソロジー
- 『ベッドの中の他人』宙出版、2000年
  - 夏樹静子原作のミステリーを漫画化したアンソロジー。
  - 収録作品：走り去った男（倉多江美）／特急夕月（倉多江美）／あちら側の女（中山乃梨子）／ベッドの中の他人（おおの藻梨以）／路地からの脅迫状（梶山直美）

### 絵本・画集
- 『原形質』白泉社・チェリッシュブック、1977年
  - 白泉社からシリーズで刊行されたオールカラー画文集『チェリッシュブック』の一冊。新書判・ハードカバー函入、イラストしおり付き。
- 『どっちライン』北宋社、1980年
  - 倉多作品にたびたび登場する痩せ細った黒い鳥「ゴミドリくん」を主人公とした絵本。
- 『お空のペンキ屋さん』白泉社・チェリッシュ絵本館、1984年
  - 児童向けファンタジー絵本。A4判ハードカバー。

### 育児書
- 『1・2・3歳のしつけと健康 まんが安心育児』小学館、1988年
- 『まんが安心育児　1・2・3歳児の知能としつけ』小学館、1990年
- 『算数だいすき子育て法 算数ぎらいを克服する』小宮山博仁著、小学館、1991年

## 雑誌特集
- 『プチコミック』昭和52年4月号「倉多江美の世界」小学館、1977年
- 『プチコミック』昭和53年3月 早春の号「倉多江美の世界 PART2」小学館、1978年
- まんが専門誌『だっくす』1978年7・8月号「特集・倉多江美　失われた水分を求めて」雑草社、1978年
- 『ギャルズコミックDX』1981年春の号「倉多江美大特集　どっと総特集150ページ」主婦の友社、1981年4月1日号
  - 巻頭カラー4ページ、収録作品：優子／バンク・パムプキン／ネコじゃネコじゃ（ぱあと3・4・5）／尾長（再録）